# Kyrene
Kyrene eller Cyrene var en forntida stad i Nordafrika i nuvarande Libyen. Under romersk tid var den huvudstad i provinsen Cyrenaica.

## Geografi
Kyrene låg på högslätten, 80 stadier (15 km) från kusten, mellan två ansenliga höjder, av vilka den östra sannolikt uppbar stadens akropolis. På nordöstra sluttningen av den västra höjden uppsprang källan Kyra, stadens medelpunkt, och därbredvid låg ett Apollontempel. Väster om detta var teatern belägen i bergssluttningen, och norr om staden, utanför densamma, låg det mot norr öppna stadion. I staden fanns många och präktiga tempel, vilket omvittnas av deras ruiner, och klippgravar i stor utsträckning omgav staden.

## Historia
Kyrene grundades cirka 630 f.Kr. av doriska greker från Thera. Den var på 500-talet f.Kr. berömd för sina lerkärl, som exporterades till Italien. Till cirka 450 f.Kr. styrdes staden av kungar som upprätthöll livliga förbindelser med bland annat Grekland, Sicilien och Egypten, varifrån den fick kulten av Ammon och Isis. Stadens rikedom berodde främst på exporten av silfion (en medicinalväxt). I Kyrene föddes filosoferna Aristippos och Karneades, skalden Kallimachos och polyhistorn Eratostenes.
321 f.Kr. kom staden under egyptiskt styre. Under ptolemaiernas tid uppgick den judiska befolkningen till en fjärdedel av stadens hela befolkning. År 96 f.Kr. hamnade den under romarna, och blev huvudstad i provinsen Cyrenaica. Under kejsartiden gick den tillbaka ekonomiskt. Kyrene omnämns i Bibeln, exempelvis i evangelierna, där en Simon från Kyrene bär korset. Den arkeologiska platsen Kyrene upptogs 1982 på Unescos världsarvslista. År 2016 sattes Kyrene tillsammans med fyra andra världsarv i Libyen upp på listan över hotade världsarv.